# Polifenoles
Los polifenoles son un grupo de sustancias químicas encontradas en plantas caracterizadas por la presencia de más de un grupo  fenol por molécula. Los polifenoles son generalmente subdivididos en taninos hidrolizables, que son ésteres de ácido gálico de glucosa y otros azúcares; y fenilpropanoides, como la lignina,  flavonoides y taninos condensados.

## Clasificación
La subdivisión de polifenoles en taninos, ligninas y flavonoides deriva de la variedad de unidades simples polifenoles derivadas de los metabolitos secundarios de las plantas de la ruta del ácido shikímico, así como en las divisiones clásicas basadas en la importancia relativa de cada componente base en los diferentes campos de estudio. La química de los taninos se originó debido a la importancia del ácido tánico para la industria del curtido; las ligninas por la química del suelo y la estructura de plantas; y los flavonoides por el estudio de los metabolitos secundarios de plantas en la defensa de los vegetales y en el color de las flores (p. ej. antocianinas).
| Unidad base:    | Ácido gálico          | Flavona                         | Ácido cinámico |
| Clase/Polímero: | Taninos hidrolizables | Flavonoide, taninos condensados | Ligninas       |

Los polifenoles son también agrupados y clasificados por el tipo y número de subcomponentes fenólicos presentes.
| Fenol                                                      | Pirocatecol                                                                                       | Pirogalol                                                                            | Resorcinol            | Floroglucinol                        | Hidroquinona       |
| Fenol                                                      | Pirocatecol                                                                                       | Pirogalol                                                                            | Resorcinol            | Floroglucinol                        | Hidroquinona       |
| Ejemplos: ligninas derivadas de ácido cumárico, kaempferol | Ejemplos: catequina, quercetina y ligninas derivadas de ácido ferúlico, ésteres de hidroxitirosol | Ejemplos: galocatequinas, taninos, miricetina, ligninas derivadas de alcohol sinapil | Ejemplos: resveratrol | Ejemplos: casi todos los flavonoides | Ejemplos: arbutina |

La unidad fenólica puede ser esterificada o metilada. También se la puede encontrar dimerizada o polimerizada, creando una nueva clase de polifenol. Por ejemplo el ácido elágico es un dímero del ácido gálico y forma la clase de elagitaninos, o una catequina y una galocatequina pueden combinarse para formar el compuesto rojo teaflavina, proceso que puede resultar en la clase de tearubiginas marrones del té.

## En alimentos
Las principales fuentes de polifenoles son bayas, té, cerveza, uvas/vino, aceite de oliva, chocolate/cacao, nueces, maníes, granadas, yerba mate, y otras frutas y vegetales.
Investigaciones realizadas por la Dra. Sara Arranz del Consejo Superior de Investigaciones Científicas (CSIC) han puesto de manifiesto que en las frutas existe una fracción de polifenoles «no extraíbles» (PFNE) con propiedades bioactivas que no eran cuantificadas durante los análisis de contenidos sobre la base de polifenoles «extraíbles» (PFE), superando los primeros hasta en cinco veces las concentraciones obtenidas por las mediciones habituales de los PFE. Se informaron valores de 112−126 mg/100 g de fruta fresca para los PFNE, frente a 18,8−28 mg/100 g de fruta fresca para los PFE. Este grupo de polifenoles se extraen en el laboratorio a partir de las paredes de las células de la fruta usando diversos ácidos.
Los más elevados niveles de polifenoles se encuentran generalmente en la cáscara de las frutas.

## Beneficios para la salud
Los polifenoles fueron durante un breve período conocidos como vitamina P. Sin embargo rápidamente se encontró que no eran esenciales y fueron reclasificados. Los beneficios para la salud de polifenoles específicos como quercetina son bien conocidos, sin embargo para los demás hay menos resultados.
El Dr. Paul Kroon afirma que en el cuerpo humano estos compuestos fermentan activados por las bacterias que habitan en nuestro sistema digestivo, creando metabolitos que pueden ser beneficiosos, por ejemplo, por su actividad antioxidante. Las investigaciones indican que los polifenoles pueden tener capacidad antioxidante con potenciales beneficios para la salud. Podrían reducir el riesgo de contraer enfermedades cardiovasculares.
También fueron investigados como una fuente adicional de beneficios para la salud en la producción orgánica, pero no se ha obtenido ninguna conclusión. Los polifenoles se unen con hierro de grupos no hemo (v.g. de plantas) in vitro en sistemas modelo. Esto puede disminuir su absorción en el cuerpo.